# Ледовый трамвай Санкт-Петербурга
«Ледо́вый трамва́й Санкт-Петербу́рга» — трамвайная система, функционировавшая в зимнее время с 1895 по 1910 годы в Санкт-Петербурге на льду Невы.

## Предпосылки к созданию
В конце XIX века между Городской думой Санкт-Петербурга и акционерами общества конных железных дорог, эксплуатирующего петербургскую конку был заключён договор, в соответствии с которым никто больше не мог организовывать на петербургских улицах массовую перевозку населения. За городскими властями было оставлено право выкупить конно-железные дороги через 15 лет. В противном случае дороги со всем их хозяйством должны были безвозмездно перейти в собственность города через 40 лет.
В 1894 году Финляндское Общество лёгкого пароходства под руководством Р. К. фон Гартмана организовало рельсовый перекат от Сенатской площади на Васильевский остров, который действовал две зимы.

## Линии

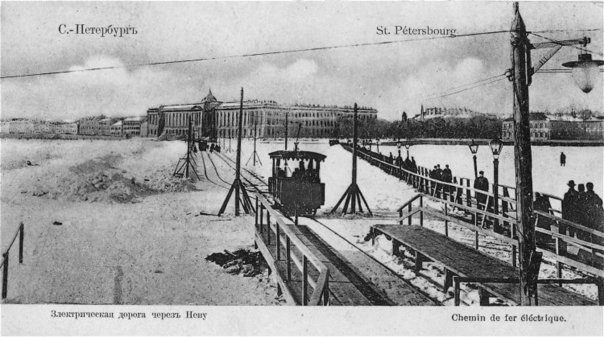
Сенатский перевоз

На подготовку к запуску трамвая по льду Невы было потрачено 28 тысяч рублей. 19 января 1895 года по старому стилю (31 января по новому стилю) были запущены две или три линии ледового трамвая, впоследствии сеть была увеличена до 4 маршрутов:
- от Сенатской площади к Васильевскому острову к Академии художеств
- от Дворцовой набережной к Мытнинской набережной
- от Суворовской площади к Выборгской стороне
- от Суворовской площади к Петербургской стороне (проложена последней)

На льду были уложены шпалы и рельсы. Вагоны трамвая получали питание от контактного провода, натянутого на деревянные столбы, вмороженные в лёд и (второй контакт — рельсы). Колея была однопутной, с разъездами. Использовавшиеся трамваи были сделаны из вагонов конки. Скорость движения достигала около 20 км/ч, вместимость вагонов составляла 20 человек.

Во время движения вагона в неровных местах проволоки, соприкасающейся с электроприемником, появляются искры, производящие любопытное зрелище. Движение вагона регулируется замыканием и отмыканием электрического тока и особыми тормозами. Всех вагонов пока назначено для перевозки пассажиров четыре, и плата за возку назначена три копейки с пассажира.
— Журнал «Всемирная иллюстрация»

Быстрота и удобство сообщения, а также дешевизна и новизна подобного рода передвижения привлекают массу пассажиров, и новое предприятие, несомненно, не только удобно для публики, но и небезвыгодно для предпринимателей.
— Газета конца XIX века
Движение начиналось 20 января и заканчивалось 21 марта. Трамвай пользовался большой популярностью как у пассажиров (за сезон перевозилось до 900 тыс. пассажиров), так и у зевак. Зимой 1909/1910 линии были проложены в последний раз. За всё время эксплуатации ни один трамвай не провалился под лёд. Самыми серьёзными авариями являлись обрывы проводов и «самоход» вагона без водителя.

## Ледовый трамвай в других городах
- Впоследствии опыт эксплуатации трамвая на льду реки был использован в Нижнем Новгороде при эксплуатации линий по Оке, а также в Архангельске.